# 殷之文
殷之文（1919年5月30日—2006年7月18日），男，江苏吴县人，中国材料科学家。

## 生平
1942年，毕业于云南大学采矿冶金系，后攻读于美国密苏里大学、伊利诺伊州大学。
回国后，担任中国科学院上海硅酸盐研究所研究员、学术委员会主任。1993年当选为中国科学院院士。